# Роторни багер
Роторни багер представља самоходну машину континуираног дејства намењену за отклањање јаловина и ископавање руда на површинским коповима. Откривање материјала чини се ведрицама (кашикама) које су равномерно распоређене и причвршћене на ободу радног точка (ротора). Истовремено са обртањем радног точка у вертикалној равни, окретањем стреле радног точка и обртне платформе у хоризонталној равни, свака кашика откопава из масива одрезак који је дефинисан њеним геометријским параметрима. Обртањем радног точка и наиласком пуних кашика у зону истоварног сектора, материјал се празни из њих на пријемни трачни транспортер, који се налази на стрели радног точка, одакле се даље преноси на друге транспортере у низу (којих може бити више у зависности од типа багера).

## Развој и област примене
Замисао да се конструише багер који би објединио покретљивост и релативно мало хабање кашика багера са континуираним радом и великим капацитетом (као багер ведричар) довелo је до конструкције роторног багера. Швандер је 1913. године патентирао радни точак са кашикама, који ископани материјал за време окретања истоварује директно на транспортер. То је власнички патент немачка фирма Хумболт основане 1916. године, која је конструисала први роторни багер на шинама. Пуштен је у рад следеће 1917. године на копу Бергвитз. Овај први роторни багер имао је једну значајну карактеристику модерних багера, обртни горњи део, а кретање багера изводило се по шинама. Услед техничких проблема, који су се јављали у раду, овај багер радио је до 1923. године, када је бачен у старо гвожђе. На бази стеченог искуства дизајниран је нови роторни багер (запремина кашике 75 литара) који је 1925. године пуштен у рад на површинском копу Луизе. Већ 1933. израђен је багер са капацитетом од 760 м³/h, висина копања од 13 м, са мотором радног точка снаге 74 kW, укупно уграђеном снагом од 300 kW, и укупном масом од 352 тона. Први пут је тада примењен трогусенични транспорт 1934. године, а 1937. деветогусенични. 1938. године било је изграђено преко 50 роторних багера, а педесет година касније преко 800. Производња у САД почиње 1943. године. До 1951. године багери су били са радним точком ћелијског типа, кад је први пут примењен полућелијски тип, што им је повећало капацитет. Од 1955. године започиње све масовнија производња багера и за дубински и зависни рад. Касније су произведени и први багери са променљивим дужином стреле. Од 1960. произведени су багери са повећаном резном силомом и већим капацитетом (1987. КРУПП испоручује багер теоретског капацитета 19200 м³/h). Данас је област примене роторних багера све шира па се користе за: копање стена веома различите тврдоће, рад у веома различитим климатским условима и рад на различитим географским локацијама.

## Рад
Роторни багер се користи за континуирано уклањање јаловине или копања руде у задацима на површинским коповима. Својим радним точком, резањем скида део земље (радни блок) диктиран величином багера. Подизањем радног точка радни блок може да обухвати подручје изнад и испод нивоа машине. Помоћу технике слевинг багер може да досегне одређен хоризонтални распон.
Ископана јаловина се затим испоручује до места пражњења, одакле се преноси у другу машину ради пребацивања у одлагач ( енгл. spreader). То може бити систем транспортних трака са фиксним тракама или покретни транспортер са гусеницама сличним онима на роторном багеру. Мобилни транспортери који су трајно прикључени на багер преузимају терет даљег усмеравања материјала. Јаловина се такође може пренети директно на одлагач коју он одлаже на депонију.

## Историја
Роторни багери коришћени су у рударству током 20. века, а неки од првих произведени су двадесетих година 20. века. Користе се заједно са многим другим врстама рударске машинерије (транспортне траке, одлагачи, станице за дробљење, системи за нагомилавање гомиле итд), за премештање и ископавање огромних количина јаловине (отпадног материјала) и руда. Иако се свеукупни концепт роторних багера није променио много, њихова величина драстично је порасла од краја Другог светског рата. Педесетих година 20. века две немачке рударске фирме наручиле су прве изузетно велике роторне багере на свету и изградиле су три роторна багера за руднике лигнита у близини Келна у Немачкој. Немачки роторни багери су имали радни точак пречника преко 16 м, тежили су 5.500 кратких тона (5.000 т) и били су дугачки преко 180 м, са осамнаест јединица гусеница за кретање и могли су да премосте преко 180 m (590 ft) одједном.
Роторни багери изграђени од 1990-их, као што је Баџер 293, достигли су величине до 96 m (315 ft), 225 m (738 ft) и масе од 14.200 t (31.300.000 lb). Сам радни точак може бити пречника 21 m (69 ft) са чак 20 кашика, од којих свака може да захвати преко 15 m³ (20 цу м) материјала. Роторни багери су такође напредовали у погледу екстремних услова у којима су сада способни да раде. Многи роторни багери су дизајнирани да раде у климатским условима са температурама -45 °C (−49 °F). У новијим пројектима багера, фокус је усмерен на аутоматизацију и рационалнију употребу електричне енергије.

## Произвођачи и маркет
Мало је компанија које су спремне или способне да производе огромне, скупе зупчанике потребне за роторни багер. Унекс, Чешка република, још увек има оригиналне форме за ливење и још увек може да производи роторне багере. Међутим, ове машине су направљене да трају неограничено под непрекидном тешком употребом, а минирање трака данас је мање популарно, тако да је мала потражња за новим машинама. Произвођачи роторних багера и сличних рударских система сада остварују неке приходе од пројеката одржавања и обнове, али и производе велике челичне делове у друге сврхе. Тренутна употреба багера на точковима углавном је фокусирана на подручје ископавања лигнита (мрког угља) за производњу електричне енергије, углавном у Немачкој и Источној / Југоисточној Европи. Унекс је такође направио роторне багере за вађење дијаманата из сибирског пермафроста.

## Управљање и контрола одржавања
Управљање и контрола активностима одржавања су подједнако важне за обављање функције одржавања. Одржавање се може описати као функција која пружа смернице за спровођење активности одржавања, поред остваривања техничке и менаџерске контроле одржавања програма. Генерално, као величина, активност одржавања и група на одржавању се повећавају, па самим тим потреба за бољим управљањем и контролом постаје од суштинског значаја. Број радника на одржавању растао је на рудницима са повећањем степена механизованости. Према немачким подацима, број радника одржавања у односу на укупни број радника био је:
- године 1928. 13 до 16%
- године 1950-60. 18 до 22%
- године 1966. 25 до 30%
- године 1980. 25 до 40%

## Задаци

### Ископавање лигнита
Примарна примена роторног багера је у експлоатацији лигнита (смеђег угља), где се они користе за уклањање меких масива камена без коришћења минирања. У овом својству су корисни због своје способности да континуирано испоручују велике количине материјала, што је посебно важно имајући у виду сталну потребу за лигнитом.
Због велике потражње за лигнитом, вађење лигнита је такође било једно од подручја највећег развоја за роторне багере. Увођењем аутоматизованих система и већа покретност, као и компоненте дизајниране за специфичну примену, повећали су поузданост и ефикасност којом роторни багери испоручују материјале.

### Обрада материјала
Технологија роторног багера се широко користи у раду са масивним материјалима. Повратници роторних багера користе се за прикупљање материјала који је постављен од стране слагача за превоз до постројења за прераду. Погонски уређаји за слагање точкова, који комбинују задатке за смањење броја потребних машина, такође користе точкове и кашике за извршавање својих задатака. У бродоградилиштима, точкови канте се користе за континуирано утовар и истовар бродова, гдје из дворишта преузимају материјал за пренос у систем за доставу. Ланци за канте могу се користити за искрцавање материјала из бродског складишта. ТАКРАФ-ов континуирани бродски утоваривач може уклонити до 95% материјала из бродског складишта захваљујући флексибилно подешеном прикључку за копање.

### Расквасивање хрпе
Проширење њихове друге употребе, роторни багери се користе у процесу расквасивања хрпе. Испирање из хрпе подразумева изградњу хрпа дробљене руде, кроз које се преноси растварач за вађење драгоцених материјала. Изградња и уклањање хрпа очигледно је примењена технологија слагања и сакупљања.

## Класификација
Класификација роторних багера може се вршити по броју и врло разноврсним конструкционим и технолошким обележјима. Сходно захтевани корисници, а у задовољавању специфичних услова радне средине, код ових багера је присутна врло широка варијација технолошких и кинематских параметара који су по правилу захтевали и специфичне конструкције решења целе машине или појединих саставних делова или склопова. 
- По намени:

1. багери за површинске копове,
2. багери за грађевинске радове,
3. специјални багери.

- По теоретском капацитету:

1. малог капацитета (до 630 m³/h),
2. средњег капацитета (од 630 до 2500 м³/h),
3. великог капацитета (од 2500 до 5000 м³/h),
4. врло велоког капацитета (од 5000 до 10000 м³/h),
5. изузетно велики капацитет (преко 10000 м³/h).

- По специфичној сили копање:

1. са нормалним специфичним силом копања (до 70 Н / цм²),
2. са повећаном специфичном силом копања (од 70 до 140 Н / цм²),
3. велика специфична силонска копа (од 140 до 210 Н / цм²),
4. са врло великим специфичним силом копања (преко 210 Н / цм²).

- По могућности уклањања блока:

1. за висински рад (са дубином копања испод нивелете радног планума багера не већом од полупречника радног точка),
2. за висински и дубински рад.

- По могућности усецања у блок:

1. са усецањем у блок при померању целог багера (багери са роторним стрелама констрантне дужине и фиксним ослонцима стреле),
2. са употребом у блок при убацивању роторне стрелице (багери са телескопским стрелама и багери са стрелама константне дужине или са померљивим ослонцима).

- По типу транспортних уређаја:

1. са гусеничним транспортним уређајима,
2. са корачајуће-шинским транспортним уређајима,
3. са шинско-гусеничним транспортним уређајима,
4. са шинским транспортним урешајем,
5. са корачајућим транспортним уређајима.

- По коришћењу горњег окретног и доњег неокретног дела багера:

1. са уређаји за хоризонтирање горњег окретног дела багера,
2. без уређаја за хоризонтирање.

- По типу и коришћењу окретних претоварних уређаја:

1. са истоварном конзолом која је оса окретања поклапа осом централне окретне платформе,
2. са истоварном конзолом која је оса окретања не поклапа осом централне окретне платформе,
3. са претоварним мостом на сопственом претоварном уређају који је оса ослонца на багеру поклапа осом централне окретне платформе,
4. са претоварним мостом на сопственом претоварном уређају који се оса ослонца на багеру не поклапа осом централне окретне платформе.

- По распореду основних уређаја:

1. са једном централном окретном платформом на коме су ослонци за радне органе и истоварни уређај,
2. са једном централном окретном платформом на коме је ослобођен радни орган, док је ослобађање за истоварни уређај на доњем неокретном делу багера,
3. са две окретне платформе на којима се налази горњи ослонац за радни орган, а на другој за истоварни уређај.

- По степену окретности горњег окретног дела багера:

1. делимично окретни,
2. потпуно окретни.

- По типу роторне стреле:

1. са роторном стрелом константне дужине и фиксним ослонцем на окретном делу багера,
2. са стрелом константне дужине и померљивим ослонцем на окретном делу багера,
3. са телескопским (производним) стрелом.

- По степену уравнотежености багера:

1. потпуно уравнотежени,
2. делимично уравнотежени.

## Конструкција
Величина, облик и конструкција роторног багера зависе посебно од: захтеваног капацитета, начина утовара материјала и специфичних услова рада на копу. За облик и конструкцију битни су: дозвољени нагиб косине, чврстоћа материјала који се копа, и дозвољени притисак на тло. Облик и конструкција морају бити прилагођени условима доброг и лаког одржавања.
Радни орган роторног багера чине:
- Стрела радног точкa
- Радни точак са елементима и погоном (тело радног точка, кашике, склизнице, погонски мотор, редуктор, спојница).

Велики утицај на облик конструкције стреле радног точка има диспозиција улежиштења радног точка са погоном и пресипним местом. На њен облик има утицај и: технологија одржавања, додатно оптерећење услед позиционирање помоћних конструкција, уградње инсталација, положаја улежиштења радног точка, пресипних места, транспорт. 